# Строволос
Стро̀волос (на гръцки: Στρόβολος) е квартал на Никозия и община в окръг Никозия, Кипър.
Както и останалите квартали на града, той е център на самостоятелната едноименна община, създадена през 1986 година. Населението ѝ през 2011 година е 67 904 жители, което я нарежда на 2-ро място в страната след тази на град Лимасол. Намира се в часова зона UTC+2, а през лятото е в UTC+3. Разположен е на хълмист терен върху площ от 25 km2. Името му идва от гръцката дума Στρόβιλος, която означава вихрушка, циклон.

## История
Информация за съществуването на Строволос като самостоятелно селище се намира още през Средновековието, в работите на известния средновековен хронист Леонтий Махера и при Флориус Бустрониус малко по-късно. Според тези източници през годините на управлението на франките, на това място е имало кралско поле.
След като Турция нахлува в Кипър през 1974 година в града пристигат много бежанци от северните райони на Кипър, той бързо се разраства и постепенно се слива с Никозия. От това време датира началото на създаването на голяма индустриална зона, която в наши дни е добре разработена.

## Население
Строволос винаги е бил населен предимно с гърци. При преброяването в Османската империя през 1831 година, жители на селището са единствено гърци-християни. По това време в империята все още са преброявани само мъжете. По време на британското управление населението постоянно се увеличава и нараства от 689 души през 1891 до 7554 през 1960 година. Въпреки че през 1946 и 1960 се отчита присъствието на някои кипърски турци, всички те са от мъжки пол, което показва, че най-вероятно са били в района като временна работна ръка. При последните преброявания не е отчитана етническата принадлежност на жителите.
През декември 1963 година всички кипърски турци, които до този момент живеят в Строволос, са изселени и намират убежище в чертите на Стария град. След войната от 1974 година, Строволос се превръща във важен център за прием на изселените кипърски гърци, които пристигат от северната, окупирана част на страната. В общината се оформят четири основни бежански селища – Аспрес с 290 жилища, Кокинес с 444 жилища, Строволос II със 730 жилища и Строволос III с 577 жилища.
| година | турци | гърци | други | общо   |
| ------ | ----- | ----- | ----- | ------ |
| 1831   | -     | 147   | -     | 147    |
| 1891   | 12    | 677   | -     | 689    |
| 1901   | -     | 834   | -     | 834    |
| 1911   | -     | 1036  | -     | 1036   |
| 1921   | -     | 1314  | -     | 1314   |
| 1931   | 3     | 1690  | -     | 1693   |
| 1946   | 58    | 3156  |       | 3214   |
| 1960   | 76    | 7190  | 288   | 7554   |
| 1982   |       |       |       | 43 000 |
| 2001   |       |       |       | 58 525 |
| 2011   |       |       |       | 67 904 |

## Административно деление и управление
Строволос граничи с кварталите Централна Никозия, Енгоми, Агланджя, Лакатамя, и Лача. Разделен е на 6 енории - Хриселеуса, Свети Димитър, Апостол Варнавас и свети Макарий, Свети Васил, Национален мъченик Киприанос, Ставрос. Общинският съвет се състои от 27 члена - кмет, заместник-кмет и 25 общински съветници. Кметът председателства заседанията на съвета и отговаря за отдел Услуги. Общинската служба се състои от 95 служители и 195 работници.
С оглед улесняване работата на съвета, са създадени известно количество общински комитети. Това са Административен комитет, Технически комитет, Комитет по канализацията, по здравеопазване, за младежта и спорта, за връзки с обществеността, по социалните въпроси, по офертите, по планиране, Комитет по изследванията и т.н. Те са допълнени от няколко комисии — по европейските въпроси, административна, за въпросите на културата, по околната среда, за пътна безопасност, по европейските въпроси на бежанците и други.
От август 2001 година Общинската служба се помещава в модерна сграда, която предоставя възможност бързо да се отговаря на многобройните нужди на гражданите на квартала. Тя е триетажна, плюс подземен и партерен етаж, с осигурени подземни и външни паркоместа, рецепция, кафене, зала за изложби, стая за конференции на Общинския съвет, стаи за конференции на комитетите и допълнителни офиси. На север от сградата е оформен площад, заобиколен от зелени площи, предназначен за организирането на дейности на открито, постепенно преминаващ към територията на близкия парк и река Педиеос.

## Култура
През 2003 година е завършена и влиза в експлоатация сградата на Общинския театър в която се организират концерти, оперни представления, балетни и театрални постановки. Капацитетът на залата е около 870 души, включително местата за хора със специални нужди. Сградата отговаря на високите стандарти, необходими за организацията и провеждането на различни типове представления. При изграждането ѝ особено внимание е обърнато на проучването, проектирането и прилагането на акустичните норми и изисквания. Диригенти, солисти и музиканти, които са участвали в някои дейности в основната зала, правят много положителни коментари за акустиката ѝ. Има обширно фоайе, което е свързано с рецепцията на сградата на Общината, модерни и удобни съблекални с тоалетни, помещения за освежаване на актьорите, офиси и складове.
Предоставени са самостоятелни сгради на Общинската библиотека, на Музея на кипърските монети и на Общокипърския географски музей. Осигурени са помещения за репетиции на Общинския и Детския хор, на Детския театър и на Клуба по фотография.
Библиотеката е създадена през 1993 година и започва работа само с 4152 книги, дарени от Министерството на образованието и културата, църквата „Света Богородица Хрисалиниотиса“ и от частни лица. Реконструкцията на старата общинска сграда на библиотеката е завършена през месец март 2014 година и работи при изпълнени всички стандарти на съвременната технология. Разделена е на два отдела — за възрастни и детска секция с малки маси и столове, където децата могат да четат и да играят. Към нея допълнително са осигурени учебни стаи и помещения за различни събития. Днес библиотеката разполага с 28 279 книги и малко аудио-визуални материали, като фондът ѝ непрекъснато се обогатява. Има и архив от местните вестници, списания и грамофонни плочи. Всяка година библиотеката организира редица събития като представяне на книги в сътрудничество с други организации, изложби на книги, лекции за значението на четенето, образователни програми, забавни дейности за деца и други.
Общинският хор е основан през септември 1991 година и наброява около 50 души. Репертоарът му се състои предимно от гръцки песни от известни композитори, кипърски и гръцки народни песни, църковна музика, както и песни, вдъхновени от борбата на Кипър за свобода и справедливост. Хорът е участвал в няколко хорови фестивали и конкурси не само в Кипър, но и в чужбина. На фестивала „Хор Олимпикс“, който през 2004 година се провежда в Бремен, Германия, хорът печели бронзов медал за традиционна сватбена песен. По повод десетгодишнината на хора, през 2001 година общината публикува компактдиск, озаглавен „Мелодии с хора на Строволос“, съдържащ гръцки и кипърски песни.
Клубът по фотография е създаден през 2002 година и през времето на своето съществуване членовете му организират множество изложби. Те участват в няколко международни фотографски конкурси, където печелят редица награди. Клубът има за цел да насърчи художествената фотография чрез сесии, лекции и семинари и запознава членовете си с големите имена в областта на международната фотография. Организира изложби, екскурзии и фотоекспедиции.
Фолклорният танцов състав на Строволос е създаден през 2007 година от група ентусиасти, с подкрепата на общината. Оттогава съставът е участвал в много фестивали и събития в Кипър и в чужбина и се е утвърдил като един от най-успешните фолклорни състави в страната. Целта на участниците е да опазват, популяризират и предават кипърски и гръцки народни танци.
Симфоничният оркестър също е създаден през 2007 година, с подписването на двустранно споразумение между Община Строволос и Европейския университет в Кипър. В него участват студенти и преподаватели от университета, както и обикновени граждани на всякаква възраст.

## Религия
През 2008 година в квартала е издигната най-голямата православна църква в страната — „Света София“. Архитектурният ѝ проект е създаден на базата на едноименната църква в Константинопол. Църквата представлява трикорабна куполна базилика и въпреки че двете църковни сгради са различни, те имат много общи характеристики. Дължината на сградата е 60 метра, ширината и височината — по 30 m, а капацитетът ѝ е 850 места.

## Социално обслужване
Община Строволос е пионер в организирането на социалните услуги в града. Тук е създаден клуб за възрастни хора, където за тях полагат грижи различни специалисти. Създадени са младежки клубове за отдих и такива за образование на най-малките. В допълнение общината е организирала консултантски център, който предлага безплатни услуги по въпросите на психичното здраве, пристрастяването към различни вещества, брака, семейството и т.н. Центърът организира различни образователни и превантивни дейности, както и осигурява финансова помощ за нуждаещите се. В областта на здравеопазването, наред с другите въпроси, е приведена в действие и пълна програма за превантивна медицина за децата от основните и средни училища.

## Озеленяване
За отдих и забавление на гражданите, както и за подобряване на микроклимата в квартала, са организирани и добре поддържани множество зелени площи и паркове. Създадени са над 100 броя озеленени площи, повече от 42 от тях са поддържани ежедневно и съществуват заедно с амфитеатри, езера, фонтани и детски площадки. Най-атрактивни са парковете „Акропола“ и „Агиос Димитриос“, които са уникални и единствени по рода си в цялата столица.

## Спорт
В Строволос съществува дълга традиция в развитието на леката атлетика, футбола и други спортове. Изграден е Общински спортен център, в който, наред с други съоръжения, са включени футболно игрище, 4 минифутболни игрища, баскетболно игрище и 4 тенис корта. Центърът е разположен в парка „Агиос Димитриос“, в близост до Английската гимназия. Паркингът е много голям и паркоместата са разделени с дървета, които осигуряват сянка на автомобилите през горещите летни дни. Баскетболният отбор „Керавнос“ е добър и е носител на множество трофеи в Кипър.
- Частен дом
- Портокали по улиците на Строволос
- Плувният басейн
- Балкон
- Улица в Строволос
- Улично озеленяване